# UDP-N-acetilmuramoilalanil-tripeptid-D-alanil-D-alaninska ligaza
UDP-N-acetilmuramoilalanil-tripeptid--alanil--alaninska ligaza (EC 6.3.2.10, MurF sintetaza, UDP-N-acetilmuramoil--alanil-D-glutamil--lizil--alanil--alanin sintetaza, UDP-N-acetilmuramoilalanil-D-glutamil-lizin-D-alanil--alanin ligaza, uridin difosfoacetilmuramoilpentapeptidna sintetaza, UDPacetilmuramoilpentapeptidna sintetaza, UDP-MurNAc-L-Ala-D-Glu-L-Lys:D-Ala-D-Ala ligaza) je enzim sa sistematskim imenom UDP-N-acetilmuramoil-L-alanil-D-glutamil-L-lizin:D-alanil-D-alanin ligaza (formira ADP). Ovaj enzim katalizuje sledeću hemijsku reakciju
ATP + UDP-N-acetilmuramoil--alanil-gama--glutamil-L-lizin + D-alanil--alanin {\displaystyle \rightleftharpoons } ADP + fosfat + UDP-N-acetilmuramoil--alanil-gama--glutamil--lizil--alanil-D-alanin
Ovaj enzim učestvuje u sintezi peptida ćelijskog zida.

## Literatura
- Nicholas C. Price; Lewis Stevens (1999). Fundamentals of Enzymology: The Cell and Molecular Biology of Catalytic Proteins (Third изд.). USA: Oxford University Press. ISBN 019850229X.
- Eric J. Toone (2006). Advances in Enzymology and Related Areas of Molecular Biology, Protein Evolution (Volume 75 изд.). Wiley-Interscience. ISBN 0471205036.
- Branden C; Tooze J. Introduction to Protein Structure. New York, NY: Garland Publishing. ISBN 0-8153-2305-0.
- Irwin H. Segel. Enzyme Kinetics: Behavior and Analysis of Rapid Equilibrium and Steady-State Enzyme Systems (Book 44 изд.). Wiley Classics Library. ISBN 0471303097.
- William P. Jencks (1987). Catalysis in Chemistry and Enzymology. Dover Publications. ISBN 0486654605.

## Spoljašnje veze
- UDP-N-acetylmuramoyl-tripeptide---D-alanyl-D-alanine+ligase на 